# شیرزن (فیلم ۲۰۲۱)
شیرزن (به هندی: Sherni) فیلمی هندی محصول سال ۲۰۲۱ و به کارگردانی آمیت وی. ماسورکار است. در این فیلم بازیگرانی همچون ویدیا بالان، شارات ساکسنا، ویجای راز و ایلا آرون ایفای نقش کرده‌اند.